# Tchernigovka (kraï du Primorié)
Tchernigovka (en russe : Черни́говка) est un village et centre administratif du raïon de Tchernigovka dans le kraï du Primorié, en Extrême-Orient russe. Sa population s'élevait à 10 124 habitants au recensement de 2021. Tchernigovka est le troisième village le plus peuplé de l'Extrême-Orient russe.

## Géographie
Le village de Tchernigovka se trouve dans le kraï du Primorié, kraï du sud de l'Extrême-Orient en Russie asiatique. Faisant partie du district fédéral extrême-oriental, il se trouve à 145 km au nord-nord-est de Vladivostok, la capitale du district et du kraï. Il fait partie du raïon de Tchernigovka, dans le centre-est du kraï, et il en est le chef-lieu.
Concernant la géographie, Tchernigovka se trouve au Primorié, une région géographique allant de la rive sud de l'Amour au golfe de Pierre-le-Grand (région faisant partie par ailleurs partie de la Mandchourie-Extérieure, russe depuis 1860). Tchernigovka, comme toute le kraï, est situé dans le fuseau horaire MSK+7 (heure de Vladivostok). Le décalage horaire appliqué par rapport au temps universel coordonné est +10:00. Il se trouve dans le kraï de l'Oussouri.
Il est situé à la jonction de la plaine de Khanka à l'ouest et des montagnes du Sikhote-Aline à l'est, c'est pourquoi le climat ici diffère de celui de Vladivostok vers un climat nettement continental. Les hivers sont plus glacials, les étés sont plus chauds.

## Histoire
Un groupe d'immigrants de 25 familles du village de Moutine, ouïezd de Krolevets, gouvernement de Tchernigov, s'est dirigé vers les profondeurs de l'oblast de Primorié, jusqu'au lac Khanka. Les immigrants s'arrêtèrent dans une plaine assez vaste et confortable, entourée sur trois côtés par les collines boisées d'un des contreforts du Sikhote-Aline et d'une petite rivière se jetant dans la rivière Lefou. En mémoire du gouvernement de Tchernigov, le village a été nommé Tchernigovka.
Le village a été fondé le 1er octobre 1886 (13 octobre dans le calendrier grégorien) par des paysans venus des gouvernements de Tchernigov et de Poltava et a été nommé d'après le premier.

## Personnalité liée au village
- Oleg Kojemiako, né à Tchernigovka, a été gouverneur du district autonome de Koriakie (2005-2007), gouverneur de l'oblast de l'Amour (2008-2015), gouverneur de l'oblast de Sakhaline (2015-2018) et il est gouverneur du kraï du Primorié depuis 2018.